# Ataršumki
Ataršumki (auch Bar-Guš) war König von Bit Agusi und Sohn Arames. Wie bereits sein Vater lehnte er sich gegen die assyrische Vorherrschaft unter Šamši-Adad V. und Adad-nīrārī III. auf. Er stachelte seine Nachbarn gegen die Assyrer auf, bis Adad-nirari III. um 796 v. Chr. die Region in einem Feldzug unterwarf.